# Шезри Форан
Шезри Форан (фр. Chézery-Forens) насеље је и општина у источној Француској у региону Рона-Алпи, у департману Ен (Рона-Алпи) која припада префектури Же.
По подацима из 2011. године у општини је живело 449 становника, а густина насељености је износила 9,64 становника/km². Општина се простире на површини од 46,57 km². Налази се на средњој надморској висини од 908 метара (максималној 1.692 m, а минималној 435 m).

## Демографија
| 1962. | 1968. | 1975. | 1982. | 1990. | 1999. | 2011. |
| ----- | ----- | ----- | ----- | ----- | ----- | ----- |
| 502   | 436   | 362   | 337   | 357   | 369   | 449   |

График промене броја становника у току последњих година